# Chiesa della Madonna delle Grazie del Rivaio
Il Santuario della Madonna delle Grazie del Rivaio è un edificio di culto che si trova in via del Rivaio a Castiglion Fiorentino.

## Storia e descrizione
Eretta sul luogo dove era situata una Maestà detta delle Grazie, sui terreni della famiglia Onesti, fu consacrata nel 1624. Il Santuario fu ricostruito tra il 1646 ed il 1652; nel 1663 fu aggiunta la sacrestia e nel 1709 le logge antistanti che furono fatte costruire dal capitano Sebastiano Fazzuoli.
Al suo interno, in una nicchia a destra dell'entrata, si conserva un Crocifisso ligneo, molto vicino a quello conservato nella Badia di Arezzo, in parte ridipinto, e attribuito a scuola di Baccio da Montelupo, di cui recupera il senso spirituale che lo scultore savonaroliano volle dare ai suoi crocifissi.

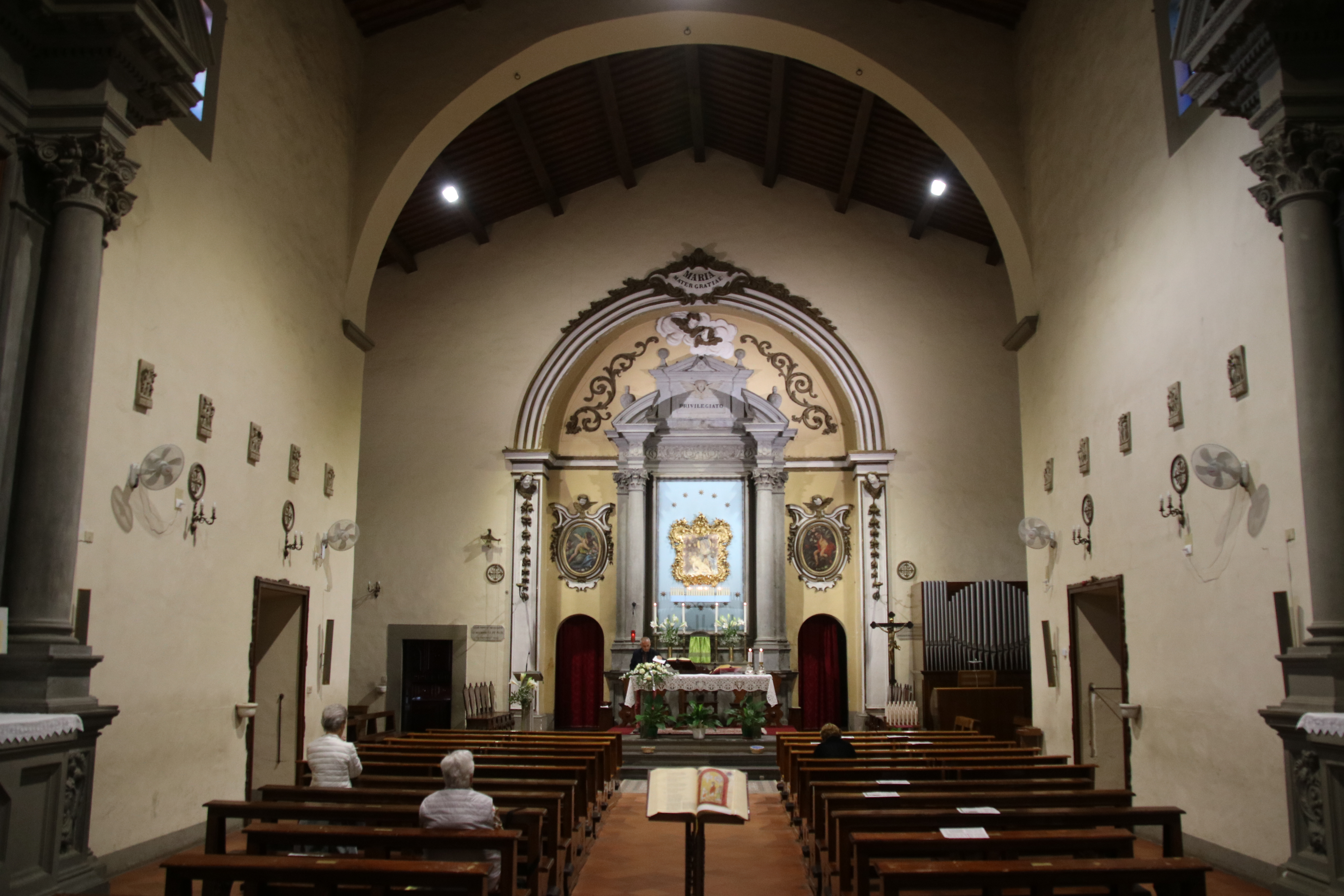
L’interno del Santuario